# Polónia no Festival Eurovisão da Canção Júnior
Polónia participou dez vezes no Festival Eurovisão da Canção Júnior, sendo a primeira em 2003. A emissora polaca Telewizja Polska (TVP) não participar em 2005 depois de ficar em último lugar em 2003 e 2004, apesar da TVP ter assinado um contrato com a União Europeia de Radiodifusão (EBU) de 3 anos. . A TVP afirmou que, em 2008, o concorrente poderia ser escolhido através do programa existente Mini szansa, e seria transmitido no canal secundário TVP2. No entanto, isto não se concretizou. Em 14 de junho de 2016, o Chefe de Música da TVP anunciou que a Polónia estava a considerar um regresso ao Festival Eurovisão da Canção Júnior 2016, após uma ausência de 11 anos do concurso. Ele afirmou que foi feito um convite aos potenciais participantes para que enviassem músicas à emissora, mas reafirmou que eles não haviam tomado uma decisão completa sobre se realmente participariam. Em 30 de agosto de 2016, a TVP confirmou oficialmente que a Polónia regressaria e lançou a sua seleção nacional.
A Polónia é o primeiro país na história do Festival Eurovisão da Canção Júnior a vencer duas vezes consecutivas: em 2018 com Roksana Węgiel e a sua canção "Anyone I Want to Be" e depois em 2019 com Viki Gabor e a sua canção "Superhero"

## História

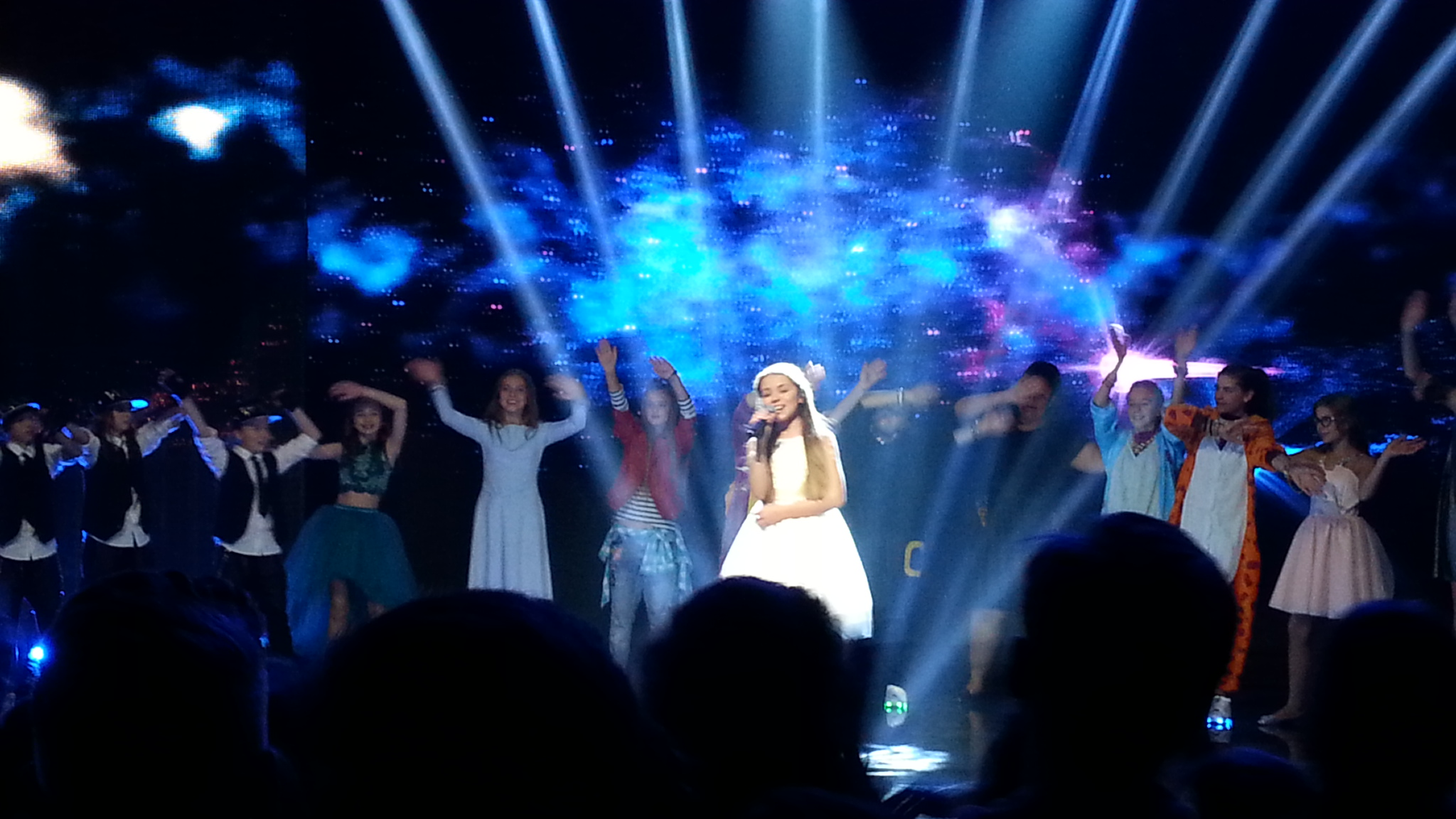
A cantora polaca Olivia Wieczorek durante a final nacional em 2016

A Polónia fez a sua estreia no primeiro Festival Eurovisão da Canção em 2003. A emissora polaca, Telewizja Polska (TVP), foi responsável por organizar os seus participantes no concurso. Treze participantes participaram na primeira seleção nacional, realizada em 28 de setembro de 2003. A vencedora, Katarzyna Żurawik, representou a Polónia no Festival Eurovisão da Canção Júnior 2003 com a sua canção "Coś mnie nosi". Żurawik ficou na 7ª posição na competição. Ela terminou em último lugar marcando 3 pontos. Em 2004, o grupo feminino Kwadro representou o country com a música "Łap życie"; no entanto, a Polónia voltou a ficar em último lugar com 3 pontos. Apesar de a TVP ter assinado um contrato de 3 anos com a União Europeia de Radiodifusão (EBU), decidiu retirar-se do concurso em 2005.
A Polónia considerou regressar à em 2008, uma vez que a TVP afirmou que o concorrente poderia ser escolhido através do programa existente Mini szansa, e seria transmitido no canal secundário TVP2. No entanto, a Polónia decidiu permanecer ausente do concurso. Em 14 de junho de 2016, o Chefe de Música da TVP anunciou que a Polónia estava a considerar regressar ao Festival Eurovisão da Canção Júnior em 2016, após uma ausência de 11 anos do concurso. Ele afirmou que foi feito um convite aos potenciais participantes para enviarem músicas à emissora, mas reafirmou que eles ainda não haviam tomado uma decisão completa sobre se realmente participariam. Em 30 de agosto de 2016, a TVP confirmou oficialmente que a Polónia regressaria e lançou a sua seleção nacional. Em 2018, a forma de escyrolha do representante e da música mudou - o representante da Polônia foi selecionado internamente com base na votação dos telespectadores no programa anteriormente apresentado The Voice Kids e a música foi totalmente interna. Roksana Węgiel foi a representante polonesa, competindo com a música "Anyone I Want to Be". Ela venceu o concurso e deu à Polónia a sua primeira vitória na competição. Em 2019, em Gliwice, o país anfitrião utilizou um formato de show de talentos infantis, Szansa na sukces, como método de seleção de seu artista. Viki Gabor e sua música "Superhero" representaram a Polônia e venceram com 278 pontos. É a segunda vez que a Polónia vence e a primeira vez que um país vence em casa. Como anfitriões, terminaram em 9º lugar sendo representados por Ala Tracz e a música "I'll Be Standing", que é o seu pior resultado desde 2016. No ano seguinte, a Polónia alcançou o seu terceiro pódio ao terminar em 2º lugar com Sara James.

## Idiomas a concurso
| Idioma           | Vezes |
| ---------------- | ----- |
| Polonês          | 3     |
| Polonês & inglês | 7     |

## Participações

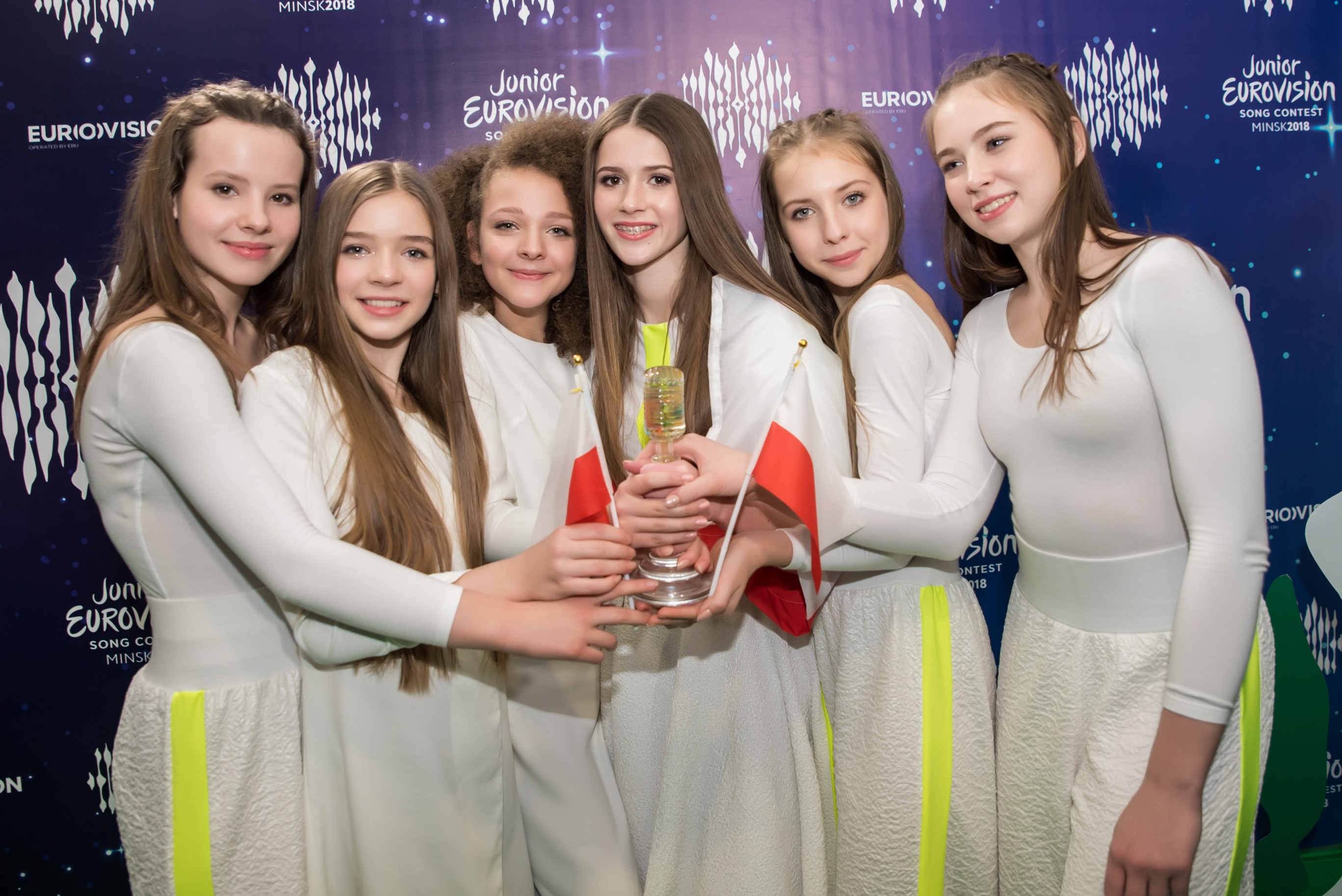
Roksana Węgiel em Minsk

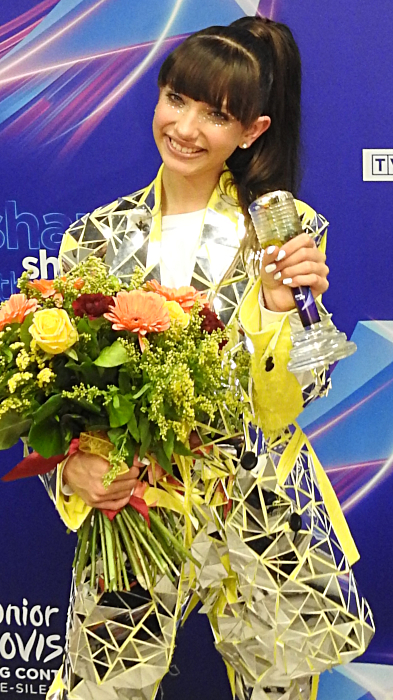
Viki Gabor em Gliwice

Legenda
     Vencedor
     2.º lugar
     3.º lugar
     Pontuação Nula ("Null Points")/Último Lugar
     Melhor classificação (fora do top 3)
     Qualificação para a final (fora do top 3)
     País-anfitrião
     Desclassificado
| #                               | Ano              | Artista                           | Canção | Tradução                          | Língua                            | Lugar                             | Pontos                            |
| ------------------------------- | ---------------- | --------------------------------- | --- | --------------------------------- | --------------------------------- | --------------------------------- | --------------------------------- |
| 1º                              | Copenhagen 2003  | Katarzyna Żurawik                 | "Coś mnie nosi" C & L:Katarzyna Żurawik | Algo está me carregando           | Polonês                           | 16º                               | 3                                 |
| 2º                              | Lillehammer 2004 | KWADro                            | "Łap życie" C & L:Anna Klamczynska, Dominika Rydz, Kamila Piątkowska, Weronika Bochat                                                                   | Pegar na vida                     | Polonês                           | 17º                               | 3                                 |
| Não participou de 2004 até 2016 |                  |                                   | |                                   |                                   |                                   |                                   |
| 3º                              | Valeta 2016      | Olivia Wieczorek                  | "Nie zapomnij" C:Piotr Rubik L:Dominik Grabowski | Não esqueça                       | Polonês, Inglês                   | 11º                               | 60                                |
| 4º                              | Tbilisi 2017     | Alicja Rega                       | "Mój dom" C & L:Marek Kościkiewicz | Minha casa                        | Polonês                           | 8º                                | 138                               |
| 5º                              | Minsk 2018       | Roksana Węgiel                    | "Anyone I want to be" C:Cutfather, Daniel Davidsen, Maegan Cottone, Nathan Duvall, Peter Wallevik L:Małgorzata Uściłowska, Patryk Kumór                 | Qualquer pessoa que eu queira ser | Polonês, Inglês                   | 1º                                | 215                               |
| 6º                              | Gliwice 2019     | Wiktoria Gabor                    | "Superhero" C & L:Dominic Buczkowski-Wojtaszek, Małgorzata Uściłowska, Patryk Kumór                                                                     | Super heroi                       | Polonês, Inglês                   | 1º                                | 272                               |
| 7°                              | Varsóvia 2020    | Ala Tracz                         | "I'll Be Standing" C & L:Andrzej Gromala, Sara Chmiel-Gromala                                                                                           | Eu ficarei de pé                  | Polonês, Inglês                   | 9°                                | 90                                |
| 8°                              | Paris 2021       | Sara James                        | "Somebody" C:Dominic Buczkowski-Wojtaszek, Jan Bielecki, Patryk Kumór L:Patryk Kumór, Tom Martin                                                        | Alguém                            | Polonês, Inglês                   | 2º                                | 218                               |
| 9°                              | Erevã 2022       | Laura                             | "To The Moon" C:Jakub Krupski L:Monika Wydrzyńska | Para a lua                        | Polaco, Inglês                    | 10°                               | 95                                |
| 10°                             | Nice 2023        | Maja Krzyżewska                   | "I Just Need A Friend" C:Carla Fernandes, Dominik Buczkowski-Wojtaszek, Patryk Kumór, Piotr Zborowski L:Carla Fernandes, Maria Dzięcielak, Patryk Kumór | Eu só preciso de um amigo         | Polaco, inglês                    | 6º                                | 124                               |
| 11º                             | Madrid 2024      | Intenção confirmada de participar | Intenção confirmada de participar | Intenção confirmada de participar | Intenção confirmada de participar | Intenção confirmada de participar | Intenção confirmada de participar |

## Comentadores e porta-vozes
| Ano  | Comentador                           | Porta-Voz                    | Ref.                              |
| ---- | ------------------------------------ | ---------------------------- | --------------------------------- |
| 2003 | Jarosław Kulczycki                   | Não anunciado                | [ 8 ] [ 9 ]                       |
| 2004 | Artur Orzech                         | Jadwiga Jaskulski            | [ 9 ]                             |
| 2016 | Artur Orzech                         | Nicoletta Włodarczyk         | [ 9 ] [ 10 ]                      |
| 2017 | Artur Orzech                         | Dominika Ptak                | [ 9 ] [ 11 ]                      |
| 2018 | Artur Orzech                         | Grace                        | [ 9 ] [ 12 ]                      |
| 2019 | Artur Orzech                         | Marianna Józefina Piątkowska | [ 9 ] [ 13 ] [ 14 ]               |
| 2020 | Artur Orzech                         | Marianna Józefina Piątkowska | [ 9 ] [ 15 ] [ 16 ] [ 17 ] [ 18 ] |
| 2021 | Marek Sierocki and Aleksander Sikora | Matylda                      | [ 9 ] [ 19 ] [ 20 ] [ 21 ]        |
| 2022 | Aleksander Sikora                    | Viki Gabor                   | [ 22 ] [ 23 ]                     |
| 2023 | Aleksander Sikora                    | Gabriela Wojciechowicz       | [ 9 ] [ 24 ] [ 25 ]               |

## Edições realizadas na Polónia

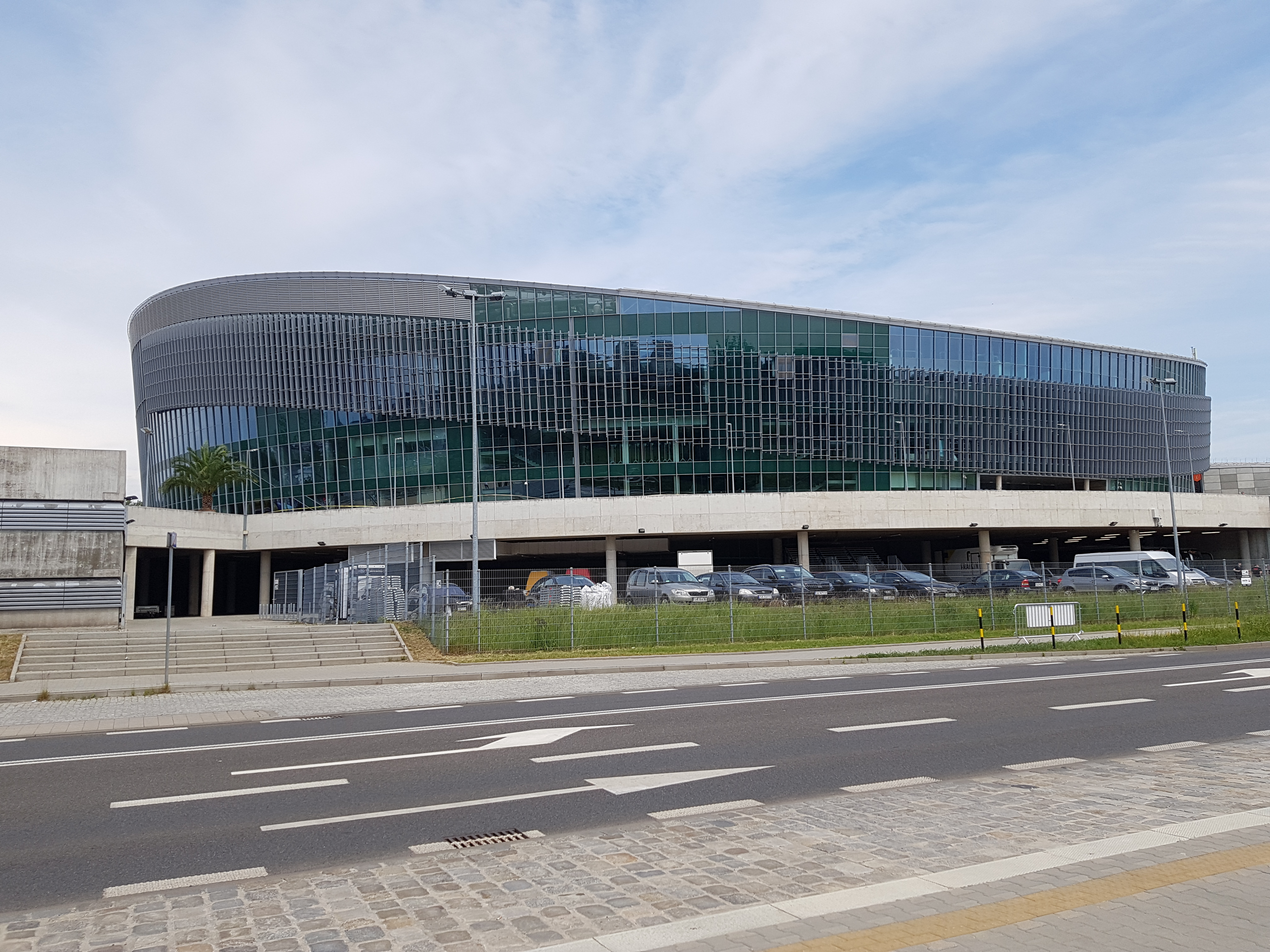
Gliwice Arena, local da edição de 2019
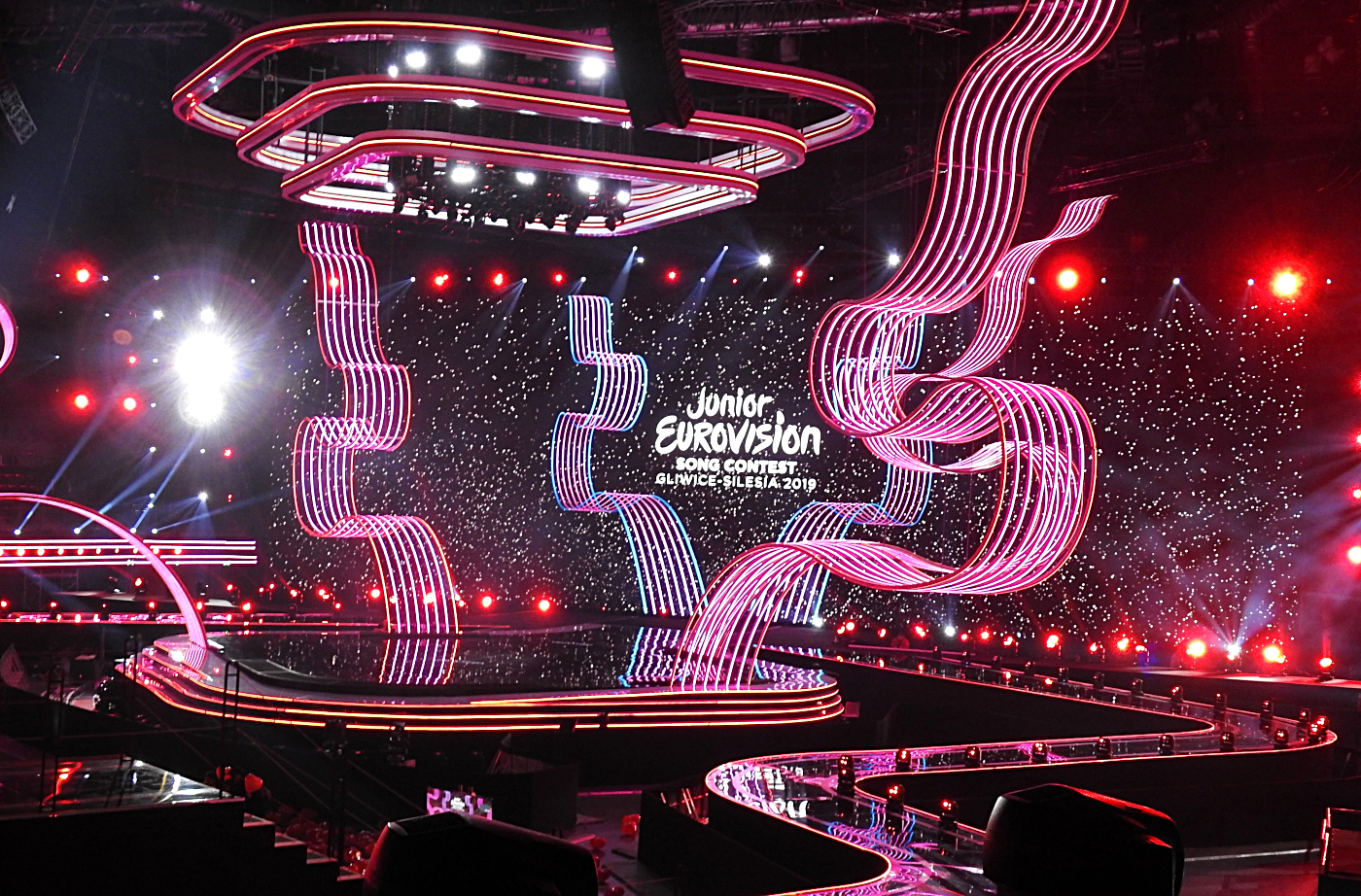
O palco da Arena Gliwice, onde aconteceu a final do Junior Eurovision Song Contest 2019
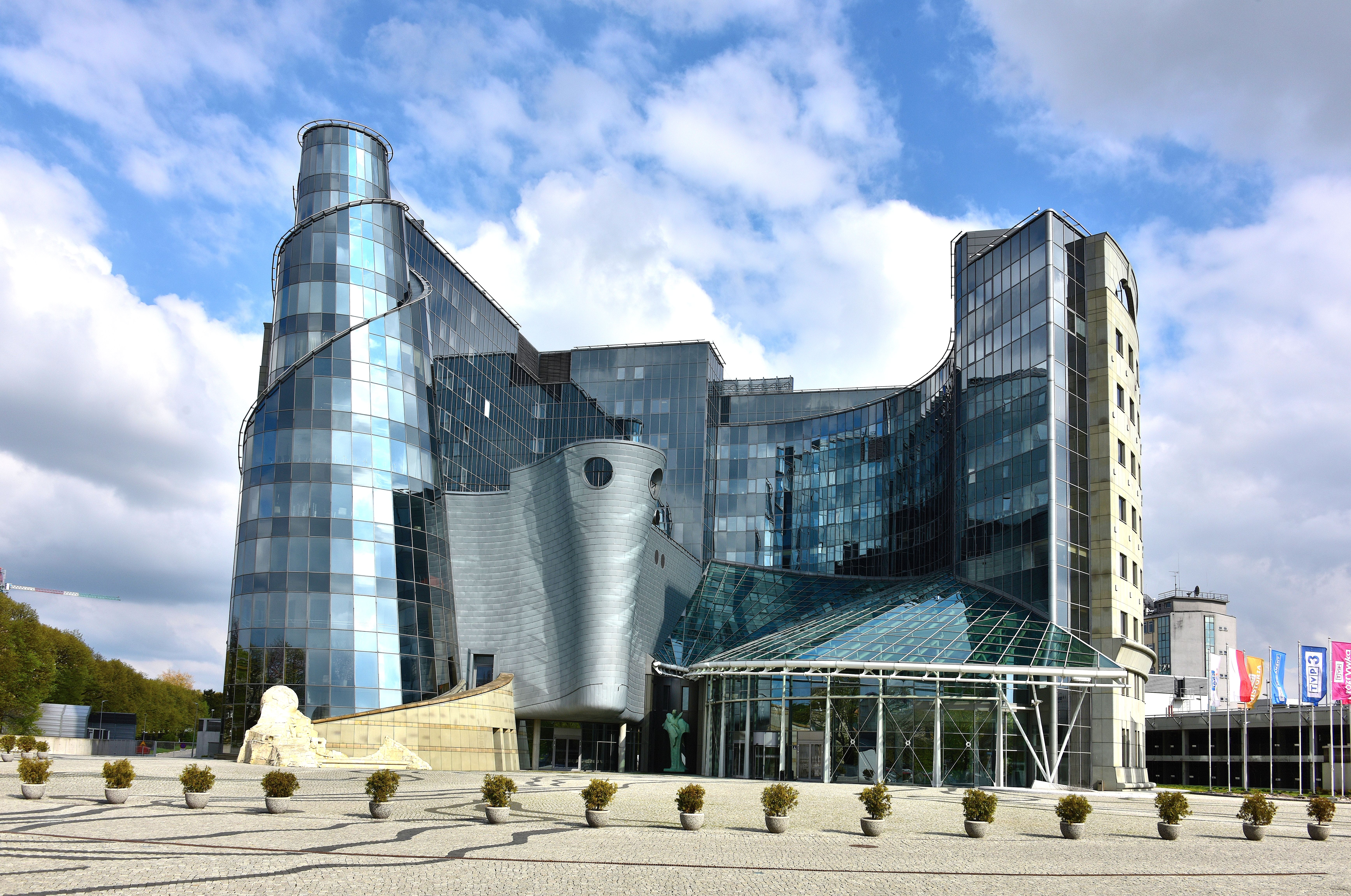
TVP Headquarters, local da edição de 2020

| Ano  | Cidade   | Local                      | Apresentador(es)                                            |
| ---- | -------- | -------------------------- | ----------------------------------------------------------- |
| 2019 | Gliwice  | Gliwice Arena              | Ida Nowakowska, Aleksander Sikora and Roksana Węgiel        |
| 2020 | Varsóvia | Studio 5, TVP Headquarters | Ida Nowakowska, Małgorzata Tomaszewska and Rafał Brzozowski |